# Journée mondiale de la métrologie
Ne doit pas être confondu avec Journée météorologique mondiale.
La Journée mondiale de la métrologie est un événement qui se déroule le 20 mai pour célébrer le Système international d'unités. La date est l'anniversaire de la signature de la Convention du Mètre en 1875. La métrologie est la science de la mesure et la Journée mondiale de la métrologie, réalisé conjointement par le Bureau international des poids et mesures (BIPM) et l'Organisation internationale de métrologie légale (OIML), est la promotion de meilleures mesures,.